# Alfred Juergensohn
Alfred Juergensohn (* 24. November 1902 in Daugavpils; † 1944 in sowjetischer Kriegsgefangenschaft) war ein baltendeutscher Komponist.

## Leben
Nach Beendigung der Schule studierte Alfred Juergensohn von 1923 bis 1925 unter Hans Ferdinand Schaub am Vogt’schen Konservatorium in Hamburg. Danach wechselte er zu Joseph Haas an die Akademie der Tonkunst in München. Im Jahr 1928 schloss er sein Studium erfolgreich ab und arbeitete als Musikredakteur beim Münchner Rundfunk. Zum 1. Dezember 1931 trat er der NSDAP bei (Mitgliedsnummer 724.859).
Als Komponist war Juergensohn u. a. beim 60. Tonkünstlerfest des Allgemeinen Deutschen Musikvereins vertreten, neben so renommierten Kollegen wie Alban Berg oder Wolfgang Fortner.
Alfred Juergensohn, der sich selbst „Alf Juergensohn“ nannte,  war mit der Schauspielerin Lore Bronner verheiratet.

## Kompositionen
- Klavierstücke op. 1
- Streichtrio op. 2
- Klavierstücke op. 3
- Sechs Gedichte für hohe Männerstimme und 5 Instrumente op. 4
- Konzert für Kammerorchester op. 5
- Altgriechische Gedichte für Männerstimme und Klavier op. 6a
- Lieder des Sappho für Altstimme und Viola op. 6b
- Gesänge nach Stefan George op. 10